# Kohlenstoff-Brennstoffzelle
Die Kohlenstoff-Brennstoffzelle (engl. Direct Carbon Fuel Cell DCFC) ist eine Brennstoffzelle, die nach dem Prinzip der Umwandlung von Kohlenstoff und Sauerstoff in Kohlenstoffdioxid (CO2) unter direkter Freisetzung elektrischer Energie arbeitet („kalte Verbrennung“). Die Anordnung erlaubt eine Umwandlung chemischer in elektrische Energie unter Umgehung verlustreicher Umwandlungsstufen, wie dies in konventionellen Kohlekraftwerken der Fall ist.
Kohlenstoff-Brennstoffzellen sind seit spätestens 1894 im Prinzip bekannt, befinden sich aber dennoch in einem frühen Stadium von Forschung und Entwicklung. Im Gegensatz zu allen anderen bekannten Brennstoffzellentypen, die flüssige oder gasförmige Brennstoffe wie Methanol oder Wasserstoff nutzen, verwendet die DCFC einen Feststoff als Energielieferanten, nämlich Kohlenstoff, der aufgrund seines außerordentlich hohen Schmelzpunktes nicht flüssig oder gasförmig der Zelle zugeführt werden kann.

## Prinzip

Schema einer Kohlenstoff-Brennzstoffzelle. An der links gezeigten Minuspolseite (Anode) wird der Kohlenstoff C zugeführt und zu Kohlenstoffdioxid CO_{2} oxidiert. An der hier rechts gezeigten Elektrode, der Kathode (Pluspol) wird Sauerstoff O_{2} zum Oxidion O^{2−} reduziert. Zwischen den Elektroden befindet sich der Elektrolyt, der Sauerstoffionen leitet, so dass sie von der Kathode zur Anode gelangen können.

Die elektrochemischen Vorgänge an den Elektroden und die Gesamtreaktion sind:
- Anode: C + 2 O2− → CO2 + 4 e−
- Kathode: O2 + 4 e− → 2 O2−
- Zelle: C + O2 → CO2

Auch das Boudouard-Gleichgewicht
- CO2 + C ⇌ 2 CO

spielt eine Rolle, da es die Effizienz der Zelle herabsetzt (vor allem bei Temperaturen oberhalb 850 °C), wenn statt CO2 CO entsteht.
Die Potenzialdifferenz zwischen Anode und Kathode beträgt ca. 0,8 Volt (theoretisch 1,02 Volt unter Standardbedingungen).
Der elektrische Wirkungsgrad liegt relativ hoch, bei rund 80 % (vergl. Wasserstoff-Brennstoffzelle bis ca. 70 %, Kohle-Wärmekraftanlage ca. 40 %). In der Praxis sind jedoch niedrigere Wirkungsgrade zu erwarten. Aufgrund des höheren Ladungszustandes des Kohlenstoffatoms im Gegensatz zum Wasserstoffmolekül dürfte die Stromdichte an der Anode etwa das Doppelte betragen.
Es ist möglich, Kohlenstoff-Brennstoffzellen auch mit Kohle oder Koks zu betreiben. Langfristig kann die sich anreichernde Asche allerdings zu einer Vergiftung der Katalysatoren an der Anode führen. Daher sollte Kohle vor der Verwendung in Brennstoffzellen durch Herauswaschen störender anorganischer Bestandteile gereinigt werden.
Je nach verwendetem Elektrolyt sind Kohlenstoffbrennstoffzellen entweder Festoxidbrennstoffzellen (SOFC) oder Schmelzkarbonatbrennstoffzellen (MCFC) oder beides zugleich, wenn sowohl flüssige Carbonate als auch feste Elektrolyte in einer Zelle genutzt werden. Auch eine Verwendung von geschmolzenem Hydroxid als Elektrolyt ist möglich.

## Aktuelle Forschung
Eines der aktuellen Forschungsthemen im Bereich Kohlenstoff-Brennstoffzellen ist die Gewinnung des Kohlenstoffs dafür aus nachwachsenden Rohstoffen, indem aus diesen Pflanzenkohle hergestellt wird. Beispielsweise kann der Kohlenstoff für SOFCs aus Weizenstroh, Schilfrohr, Walnuss- oder Pampelmusenschalen, Sägespänen, Olivenholz oder Maisspindeln gewonnen werden.
Gegenwärtig ist auf diesem Gebiet noch einiges an Grundlagenforschung notwendig, um das Prinzip nutzen zu können. Ein Ausblick auf die tatsächliche technische Nutzung kann derzeit nicht gegeben werden.

## Historisches
Laut den Angaben von Wilhelm Ostwald wurde ein erster Versuch mit einem „Kohleelement“, d. h. einer Kohlenstoff-Brennstoffzelle, von Pawel Jablotschkow (Paul Jablochkoff) durchgeführt. Es verwendete geschmolzenen Salpeter als Elektrolyten und lieferte nur sehr geringe Ströme. Wilhelm Ostwald trug 1894 die Vision einer technischen Umwälzung durch die Kohlenstoff-Brennstoffzelle vor: „Haben wir ein galvanisches Element, welches aus Kohle und dem Sauerstoff der Luft unmittelbar elektrische Energie liefert, und zwar in einem Betrage, der einigermaßen im Verhältnis zu dem theoretischen Werte steht, dann stehen wir vor einer technischen Umwälzung, gegen welche die bei der Erfindung der Dampfmaschine verschwinden muss. [...] Kein Rauch, kein Russ, kein Dampfkessel, keine Dampfmaschine“. Daraufhin fand die Idee der Elektrizität direkt aus Kohle internationale Beachtung, und mehrere Erfinder versuchten, Ostwalds Konzept umzusetzen. Dazu gehört auch der US-amerikanische Erfinder William W. Jacques, der 1896 ein US-amerikanisches Patent erhielt zur direkten Umwandlung der Energie von Kohlenstoff in elektrische Energie („the potential energy of the carbon may be converted directly into electrical energy instead of into heat“). 1897 erhielt er ein entsprechendes kanadisches Patent auf seine Apparatur. Jacques berichtete in einem Zeitschriftenartikel über seine Brennstoffzelle; er spekulierte, dass sie auch zum Antrieb von Eisenbahnzügen oder Transatlantikschiffen geeignet wäre. Er betonte den Vorteil, dass seine Umsetzung der Kohle ohne Verbrennung sauberer ablaufen könnte, und stellte sich rauchfreie Kraftwerke vor. Er berichtete von Messungen, dass eine mit seiner Kohlenstoffzelle betriebene Versuchsanordnung eine Leistung etwa 2 PS geliefert habe und dabei einen Wirkungsgrad von 32 % gehabt hätte, was vierzigmal effizienter gewesen sei als der herkömmliche Weg über Verbrennung, Dampferzeugung und Generator. Angeblich erhielt er anhand von 100 in Serie geschalteten Zellen eine Spannung von 90 Volt und Ströme bis zu 16 Ampere. Einige Jahre später wurden die ersten Versuche zu Kohlenstoff-Brennstoffzellen als Fehlschläge gewertet. 1907 wurde zusammenfassend festgestellt:
„Praktische Erfolge fehlen aber leider bisher gänzlich, denn soviel Mühe man sich auch gegeben hat, dieses Problem zu lösen, so ist man doch über die ersten Vorversuche noch nicht hinausgekommen.“
In den Jahren 1909 und 1910 demonstrierte Emil Baur (1873–1944) eine Kohlenstoff-Sauerstoff-Brennstoffzelle in seiner Vorlesung in Braunschweig. Dabei benutzte er heiße (200–250 °C) konzentrierte Schwefelsäure als Elektrolyten. Ein mit Sauerstoff umspültes Platinblech diente als Elektrode an der Pluspolseite; zusätzlich nutzte er an dieser Elektrode ein Gemisch von Vanadiumsalzen (Vanadiumpentoxid und Vanadylsulfat) als Katalysator. Es wurden Spannungen von 0,6 bis 0,7 Volt gemessen, und Ströme von bis zu 0,2 Ampere erhalten. 1919 und 1920 erhielten Emil Baur und sein Schüler William Treadwell Patente auf Festelektrolyt-Brennstoffzellen, wobei sie auch Kohle bzw. Koks als Brennstoff vorschlugen. Baur veröffentlichte 1937 die erste wissenschaftliche Publikation zu Festelektrolyt-Brennstoffzellen, wobei er neben Brenngasen wie Wasserstoff auch Kokskörner nutzte. Eduard Justi erreichte Anfang der 1950er Jahre in seiner verbesserten Festelektrolyt-Brennstoffzelle bei 650 °C Ruhespannungen von 0,99 bis 1,0 Volt.